# Љуботин (Украјина)
Љуботин (Украјина) (укр. Люботин) град је Украјини у Харковској области. Према процени из 2012. у граду је живело 21.868 становника.

## Становништво
Према процени, у граду је 2012. живело 21.868 становника.
| 1979.  | 1989.  | 2001.  | 2012.  |
| ------ | ------ | ------ | ------ |
| 32.780 | 29.395 | 24.173 | 21.868 |